# Кузнецов, Николай Николаевич (пианист)
Никола́й Никола́евич Кузнецо́в (род. 26 декабря 1994, Москва, Российская Федерация) ― российский пианист, обладатель Гран-при Международного конкурса «Monte Carlo Piano Masters 2021» в Монако 
 и премии князя Ренье III 

## Биография
Николай Кузнецов родился в Москве 26 декабря 1994 года в многодетной семье музыкантов.
Отец Кузнецов Николай Васильевич — музыкальный мастер по изготовлению баянов. Мать Кузнецова Ирина Николаевна — преподаватель фортепиано и концертмейстер, награждена Почётным знаком «Родительская слава города Москвы».
Лауреат международных и всероссийских конкурсов, выпускник Московской государственной консерватории имени П.И.Чайковского (класс профессора С. Л. Доренского). В 2021 году окончил ассистентуру-стажировку Московской государственной консерватории имени П.И.Чайковского под руководством профессоров  С. Л. Доренского, А.А.Писарева и Н.Л.Луганского.
Ранее обучался в МССМШ им. Гнесиных (класс доцента Т. Г. Шкловской).
За время обучения Николай Кузнецов становится стипендиатом и участником концертных программ Международного благотворительного фонда Владимира Спивакова, Юрия Розума, Фонда развития культуры «Возвращение», Московского общественного фонда культуры, а также стипендиатом Благотворительного Фонда имени Елены Ивановны Рерих по программе «Поддержка молодых дарований в области науки и искусства» и активным участником культурных программ Международного Центра Рерихов. Пианист был награжден премией «Будущее России», стипендиями Правительства Москвы и Президента РФ, а также стал 
обладателем Гранта от сети компаний PricewaterhouseCoopers. В числе его побед — Международный конкурс пианистов «Golden Ring of Chopin» (Словения), 
Международный конкурс пианистов им. С.В.Рахманинова (Германия,Франкфурт на Майне), 
Международный музыкальный конкурс «e Muse» (Греция,Афины), 
Международный фестиваль классической музыки и конкурса пианистов «Astana Piano Passion» (Казахстан,Астана), 
Международный фестиваль романтической музыки молодых музыкантов Москвы «VIRTUOSO-2015» (Россия, Москва), 
Московский фестиваль «YAMAHA MUSIC AWARD» (Россия, Москва),
Международный конкурс пианистов в Панама-Сити .
В 2018 году в Испании Николай Кузнецов стал абсолютным победителем XXIII Международного конкурса им. Рикардо Виньеса , пианист получил I премию и все специальные призы конкурса. 
В сентябре 2019 года Николай был удостоен I премии на Международном конкурсе пианистов «Wandering Music Stars»  в Тель-Авиве. Жюри конкурса возглавил израильский пианист Арье Варди , также в состав жюри вошли другие известные музыкальные деятели, профессора ведущих мировых консерваторий: Дмитрий Алексеев, Эмануэль Красовский, Фархад Бадалбейли, Томер Лев и другие.
В июне 2021 году Николай получил Гран-при на престижном конкурсе пианистов «Monte Carlo Piano Masters» в Монако.
Жюри конкурса возглавил пианист Барри Дуглас. Награждение состоялось в оперном театре Монте Карло, где пианисту вручили премию князя Ренье III из рук Его Высочества князя Монако Альбера II.
Пианист принимал участие в юбилейном музыкальном марафоне к 200-летию со дня рождения Ференца Листа, фестивалях «Приморский ключ» (Владивосток), «Музыка — наш общий дом» (Украина,Харьков), «Европейские концерты в Санкт-Петербурге», «Выдающиеся пианисты XXI века» (Богота,Колумбия), в международном музыкальном фестивале в Киото (Япония), международном музыкальном фестивале в Дейе (Испания,Майорка), международном фортепианном фестивале «Pianissimo» в Эрмитаже, Санкт-Петербург, международном фестивале пианистов в Букараманге (Колумбия, 2017), международном музыкальном фестивале музыки Бетховена (Германия), неоднократно участвовал в музыкальном проекте «GIOVANI TALENTI RUSSI» в Италии.
В качестве солиста выступал с российскими и зарубежными симфоническими и камерными оркестрами, такими как 
 Государственный академический симфонический оркестр России им. Е. Ф. Светланова, Симфонический оркестр Мариинского театра, Оркестр Государственного Эрмитажа, Государственный академический камерный оркестр России, Государственная академическая симфоническая капелла России, Московский государственный симфонический оркестр, Симфонический оркестр Приморского театра оперы и балета , Кубанский симфонический оркестр, Академический симфонический оркестр Харьковской областной филармонии, Академический симфонический оркестр Луганской филармонии, Уральский государственный академический филармонический оркестр, Академический симфонический оркестр Самарской государственной филармонии, Vallès Symphony Orchestra , Monte-Carlo Philharmonic Orchestra  Иерусалимский симфонический оркестр, Royal Oman Symphony Orchestra и др.
Гастролировал с сольными концертами по городам России, Испании, Италии, Эстонии, Германии, Франции, Японии, а также в странах Южной Америки.
Участник федеральной программы Московской филармонии при поддержке Министерства культуры РФ «Звезды XXI века».